# Sara al-Aszram
Sara Muhammad Nabawi al-Aszram (arab. ساره محمد نبوي الأشرم; ur. 11 marca 1980) – egipska zapaśniczka walcząca w stylu wolnym. Brązowa medalistka igrzysk afrykańskich w 1999. Ósma w Pucharze Świata w 2002 roku.